# Anna-Greta Söderlund
Anna Margreta (Greta) Söderlund, signatur AGS, född 9 oktober 1913 i Lycksele, Västerbottens län, död 9 februari 2003 i Stockholm, var en textilkonstnär och inredningskonsult. Hon var en av föregångsgestalterna inom textil under 1950-talet.
Hon var dotter till Jonas Söderlund och Evelina Johansson och gift första gången med revisorn Bruno Svensson och andra gången med inredningsarkitekten Tor Wolfenstein. Söderlund studerade vid Tekniska Skolan i Stockholm 1934–1935 och vid Brunssons vävskola 1942 samt under studieresor till Italien och Frankrike. Hon var verksam vid Robert Ditzingers mönsterateljé i Stockholm där hon medverkade i att höja den svenska textilindustrins anseende under efterkrigsåren. Hon skapade ett stort antal mönsterförlagor för maskinellt tillverkade nyttotextilier, några skisser vävde hon upp för hand och lät färga in dem i exakt de nyanser hon önskade innan de vävdes industriellt. Flera av hennes arbeten från ateljén visades på Ditzingers utställningar i Göteborg och Stockholm där de fick ett välvilligt mottagande. För utställningen Textil som tål på Galerie Modern i Stockholm 1950 komponerade Söderlund samtliga textiler. Gardiner, draperier och möbeltyger ingick i kombinationsserier med rutigt, randigt och enfärgat i lättare och kraftigare kvaliteter. I utställningen Ditzingers 100-årsjubileum 1954 visade hon upp linnekretongen Montmartre och i utställningen Solmagi 1955 visade hon en kollektion med bomulls- och linne kretong i färgerna apelsinrött och citrongult. Söderlund är representerad vid Nationalmuseum i Stockholm och Victoria and Albert Museum i London. Hon är gravsatt i minneslunden på Galärvarvskyrkogården i Stockholm.